# Vlamverdeler

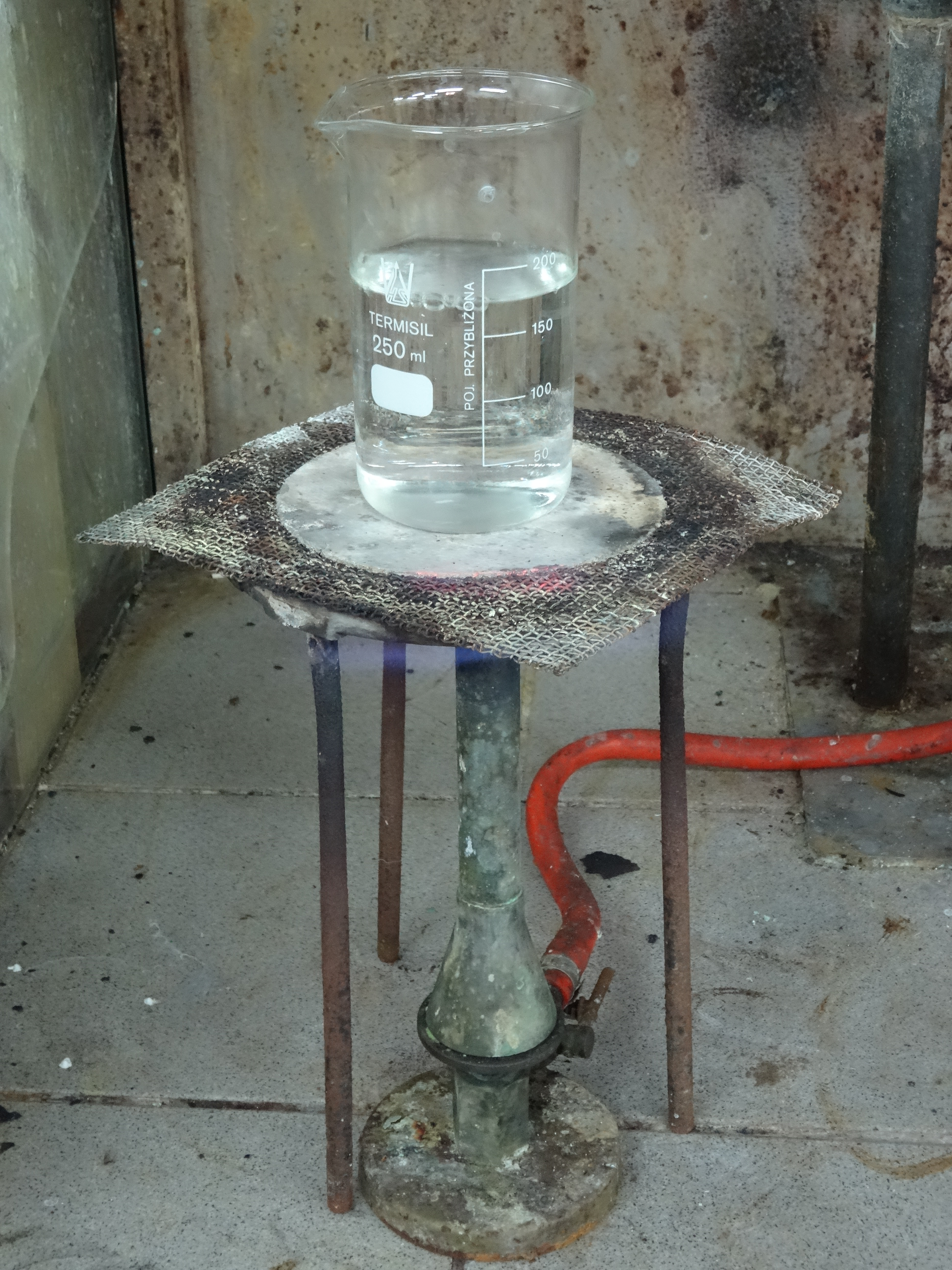
Vlamverdeler

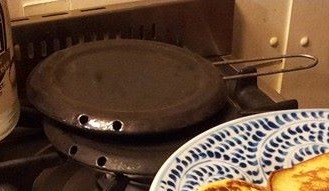
Vlamverdeler in de keuken

Een vlamverdeler is een rond frame met daarin metalen gaas, doorgaans roestvast staal, dat op een gasfornuis gebruikt kan worden om de hitte van een (kleine) vlam gelijkmatig over de bodem van een pan te verdelen. Op deze manier wordt voorkomen dat voedsel zoals pap of suddervlees aanbrandt doordat de pan langere tijd op het vuur staat. Voor hetzelfde doeleinde kan ook een sudderplaatje gebruikt worden.
In scheikundige practica wordt ook een vlamverdeler gebruikt: bijvoorbeeld tussen de bunsenbrander en een erlenmeyer met een te verhitten vloeistof.
Totdat het gebruik van asbest als gevaarlijk werd gezien werden als vlamverdeler nog asbestplaatjes gebruikt. Grijs, kartonachtig in metalen frame, met in dat frame een uitstulping (opening) om het op te kunnen hangen. 